# 이용규 (야구 선수)
이용규(李容圭, 1985년 8월 26일~)는 대한민국의 야구 선수로 포지션은 외야수, 지명타자이다. 현재 KBO 리그의 키움 히어로즈에서 활동하고 있다.

## 프로 선수 경력

### KIA 타이거스
2004년 신인 드래프트에서 2차 2라운드 지명을 받아 LG 트윈스에 입단했다. 주로 2군에서 활동했고, 2:2 트레이드를 통해 KIA 타이거즈로 이적했다.
2005년에 기아의 전 경기에 출장해 31도루를 기록했고 이후 기량이 성장했다. 발이 빨라 중견수 수비 범위가 넓고, 높은 출루율과 함께 도루에 능해 팀의 1번 타자로 활약했다. 2006년에 154안타로 최다 안타를 기록했지만 2007년에는 몸 쪽 약점이 드러나며 슬럼프에 빠졌다. 2008년에 3할대 타율, 130안타, 28도루, 38타점으로 부활했고, 2008년 베이징 올림픽에서는 26타수 13안타, 타율 0.500을 기록해 국가대표팀이 금메달을 따는 데 크게 기여하며 병역을 해결했다. 2009년에는 시즌 초반 복사뼈 골절상을 입어 많은 경기에 출전하지 못했으나 2009년 한국시리즈 5차전에서 김재박의 개구리 번트를 연상시키는 번트로 득점을 올렸고, 첫 우승을 했다.
2010년 7월 29일 롯데전에서 한 이닝 7타점으로 역대 최고 기록을 세웠고, 5타수 4안타, 2홈런, 8타점으로 한 경기 최다 타점 타이를 기록했다. 이 때 개인 통산 첫 연타석 홈런과 만루 홈런을 기록했다. 또한 2010년 8월 29일 넥센전에서 박준수를 상대로 20구까지 가는 접전을 벌이며 한 이닝 한 타자 상대 최다 투구 기록을 달성했다.
홀수 년도 징크스를 겪자 강훈을 통해 홀수 해 징크스를 넘고 시즌 후 2번째 골든 글러브를 받았다. 이듬해에도 골든 글러브와 함께 도루왕을 수상했다. 2013년 시즌 후 FA를 선언했으나 3차 협상까지 이견이 생겨 협상이 결렬됐고, 그는 "내 마음은 광주에서 떠났다.", "광주를 떠나겠다"라고 언급하며 협상 결렬을 선언했다. 11월 17일 당시 SK 와이번스 소속이었던 정근우와 함께 한화 이글스로 이적했다.

### 한화 이글스
이적 후 첫 해에는 주로 지명타자로 출전했지만 2015년에는 김경언과 준수한 활약을 보였고 팀은 6위를 기록했다.
2016년 9월 9일 kt전에서 장시환을 상대로 끝내기 안타를 쳐 내며 팀의 승리를 이끌었다.
2016년에도 주전 중견수로 활약했지만 9월 11일 SK전에서 자신이 쳐 낸 파울 타구에 맞아 부상을 입었고,
9월 22일에 부상으로 인해 시즌 아웃됐다.2017년에 주장을 맡았지만 팔꿈치 부상으로 인해 시즌 시작 후 20일 후에나 경기를 뛸 수 있었다. 또한 3번의 추가 부상으로 본인 커리어 최악의 시즌을 보냈고, 2018년에는 134경기에 출전했지만 2할대 후반의 타율로 시즌을 마감했다. 2019년 시즌 전 트레이드 파문으로 인해 구단 내부에서 무기한 활동 정지 징계를 받았다. 2020년에는 팀의 주장으로 뽑히며 복귀했다. 팀에서 유일하게 규정 타석을 채웠으나 시즌 후 방출됐다.

### 키움 히어로즈
2020년 11월 10일에 키움 히어로즈에 입단하였다.

## 국가대표팀 경력
2006년 카타르 도하에서 열린 2006년 아시안 게임을 통해 처음으로 대한민국 야구 국가대표팀 선수로 활동했다. 대표팀은 동메달을 획득했다.
2008년에는 베이징에서 열린 2008년 하계 올림픽에 참가했으며 2번 타자, 우익수로 활약했다. 그의 본 포지션인 중견수는 이종욱이 맡았다. 특히 쿠바와의 결승전에서 안타로 출루해 이승엽의 결승 홈런의 발판을 놨고, 쿠바 투수 라소를 상대로 승리에 쐐기를 박는 1타점 2루타를 쳐 냈다. 타율 0.500(26타수 13안타)로 올림픽에 참가한 선수들 중 타율 2위를 기록했다. 올림픽 금메달로 예술체육요원이 되었다.
2009년 월드 베이스볼 클래식에서는 이종욱의 부진으로 주전 중견수 겸 1번 타자로 활약했다. 빠른 발과 정교한 타격으로 상대 투수들을 흔드는 데 일조했으며 특히 일본과의 2라운드 순위 결정전에서는 상대 투수 우쓰미 데쓰야가 던진 초구 직구에 뒷머리를 정통으로 맞고서도 바로 일어나 1루로 걸어가며 관중들로부터 기립 박수를 받았다. 결승전에서는 도루를 하다가 상대 수비수인 나카지마 히로유키의 무릎에 부딪혀 헬멧이 깨질 정도로 부상을 당했음에도 불구하고 다시 일어나 더그아웃으로 들어갔다. 메달 시상식 때 다른 선수들과 달리 은메달을 목에 걸지 않았다.
2015년에는 2015년 WBSC 프리미어 12국가대표로 발탁되었다. 11월 21일 미국과의 결승전에서 결승타를 쳐 냈다.

## 역대 등번호
- '63' - (2004년, LG 트윈스)
- '15' - (2005년 ~ 2013년 KIA 타이거즈 / 2015년 ~ 2019년 한화 이글스)
- '1' - (2014년, 한화 이글스)
- '19' - (2020년, 한화 이글스 / 2021년 ~ 2023, 키움 히어로즈)

## 개인사
- 그는 상대 투수들에게 공포의 대상이었다. 이는 그가 아무리 잘 제구된 공이라도 이를 커트하여 파울로 만듦으로써 투구수를 늘렸기 때문이었다. 이에 팬들은 "어떤 공도 커트하여 파울로 만듦으로써 투구수를 늘려서 상대 투수를 지치게 만든다"며 이러한 그의 타격 능력을 가리켜 '커트 신공', '용규 놀이'라고 불렸다. 실제로 그의 헛스윙 수는 100개당 1.8개이며 그를 상대한 투수들은 55경기에서 무려 1,106개(1경기당 20.1개, 타석당 투구 수 4.3개)를 던지며 승부했다.[13]
- FA를 통해 한화 이글스로 이적했을 때 KIA 타이거즈 팬들이 그를 '이완용규'라고 불렀다.

## 논란
FA 시장이 본격적으로 열리기 전 당시 롯데 자이언츠 소속이었던 강민호, 한화 이글스의 정근우와 중견수인 그 등 국가 대표 출신 야구 선수들이면서 구단 프랜차이즈 스타이자 공, 수도 뛰어난 선수들이라 BIG 3로 거론됐다. FA 시작 전부터 그도 "자신을 키워준 KIA에 남고 싶다"라는 의사를 표했고 이에 당시 KIA 타이거즈 감독이었던 선동열도 구단에게 무조건 그를 잡아달라고 요청하며 2013년 11월 10일부터 1주일간 시행된 전 구단의 우선 협상 기간 중 계약을 체결할 것으로 예상했다. 프런트는 협상 1일차에 KIA 타이거즈에 그의 필요성을 어필했지만 본격 금액을 제시하지 않았고, 11월 15일까지 만나기만 할 뿐 구체적인 금액을 이야기를 하지 않았다. 결국 우선 협상 기간 만료 1일전인 11월 15일까지 구단에서 구체적인 금액을 제시하지 않았고, 병원에서 재활 중인데 갑자기 프런트한테 금액 협상을 하자며 광주로 내려오라는 일명 통보식으로 나오자 "KIA에 실망했다", "광주에 갈 맘이 없다"라고 갑작스러운 언론 플레이를 벌이는 바람에 불안해진 KIA 타이거즈는 그를 잡기 위해 2013년 11월 15일부터 본격적으로 움직였다. 15일 밤 "서로 오해가 있었던거 같다"라며 다시 KIA 타이거즈의 잔류할 가능성이 언급됐고 우선 협상 마지막 날인 11월 16일에 KIA 타이거즈와 다시 만났으나 그와 협상 이견을 좁히지 못한 채 협상이 결렬됐다.
11월 17일 자정에 당시 한화 이글스의 단장이었던 노재덕이 직접 집에 찾아와 구체적인 금액과 한화 이글스로 와 달라는 요청을 보냈고 협상 도중에 당시 한화 이글스의 감독이었던 김응용이 자정을 대비해 대기하고 있다가 직접 전화를 거는 등 적극적인 구애 끝에 옵션을 포함한 67억에 계약하며 2013년 11월 17일에 한화 이글스로 이적했고 스토브리그의 승자로 떠올랐다. 하지만 같은 날 새벽에 한화 이글스에 이적한 정근우가 옵션을 포함한 70억에 계약했는데 하지만 SK 와이번스도 협상 마지막 날에 70억을 제시를 했지만 정근우는 이를 거절하면서 "시장에 나와 자신의 가치를 알아보고 싶다"라고 선언해 다음 날 새벽에 같은 금액에 바로 계약하자 한화 이글스가 두 선수에게 미리 탬퍼링을 한 게 아니냐는 의혹이 일었다. 그 이유는 2012년에 구단 허락하에 MLB로 진출한 류현진의 포스팅 금액인 280억을 보유 중이었고 2012년 스토브리그 큰 손으로 불렸으나 무계획적인 영입 시도로 결국 한 푼도 못 썼고 이에 이번 2013년 FA 시장이 열리기 전부터 "류현진 포스팅 비용은 물론이고 구단 비용을 총동원하여 FA 선수 2명을 잡겠다"라는 선언을 하며 큰 손을 자처했기 때문이었다. 더욱이 2013년 FA 시장은 우선 협상 기간 때 큰 손인 한화 이글스와 적극적인 공세를 펼칠 NC 다이노스를 믿고 선수들이 쉽게 계약을 하지 않았고 특히 2011년 넥센 히어로즈의 이택근, 2012년 KIA 타이거즈의 김주찬의 계약금인 50억을 암묵적으로 정했다는 이야기도 있다. 이러한 배경 때문에 돈을 제일 많이 보유한 한화 이글스가 미리 사전 접촉을 했기에 그와 정근우가 마지막 날 제시한 60억, 70억에 계약을 안 했다는 의혹이 제기됐다. 두 선수들은 FA 후 직접 나서 사전 접촉은 없었으며 자정에 처음 만났다고 밝혔다. 정근우의 탬퍼링 의혹은 정확하게 해명되지 않았다.

## 방송 출연
- 《강심장》 (SBS) - 161, 162회 (2013년)
- 《속풀이쇼 동치미》 (MBN) - 216회 (2016년)

## 배우자
- 유하나 (2011년~)

## 출신 학교
- 서울 성동초등학교
- 잠신중학교
- 덕수정보산업고등학교

## 통산 기록
| 연도 | 팀명   | 타율  | 경기 | 타수 | 득점 | 안타 | 2루타 | 3루타 | 홈런 | 루타 | 타점 | 도루 | 도실 | 볼넷 | 사구 | 삼진 | 병살 | 실책 |
| ---- | ------ | ----- | ---- | ---- | ---- | ---- | ----- | ----- | ---- | ---- | ---- | ---- | ---- | ---- | ---- | ---- | ---- | ---- |
| 2004 | LG     | 0.129 | 52   | 62   | 3    | 8    | 1     | 1     | 0    | 9    | 2    | 1    | 3    | 4    | 2    | 21   | 0    | 1    |
| 2005 | KIA    | 0.266 | 124  | 414  | 57   | 110  | 17    | 2     | 5    | 146  | 37   | 31   | 10   | 39   | 9    | 64   | 6    | 0    |
| 2006 | KIA    | 0.318 | 125  | 485  | 78   | 154  | 25    | 9     | 1    | 200  | 39   | 38   | 11   | 50   | 9    | 48   | 6    | 1    |
| 2007 | KIA    | 0.280 | 118  | 439  | 61   | 123  | 17    | 8     | 0    | 156  | 27   | 17   | 11   | 37   | 7    | 40   | 4    | 1    |
| 2008 | KIA    | 0.312 | 106  | 417  | 62   | 130  | 24    | 6     | 0    | 166  | 38   | 28   | 9    | 47   | 3    | 37   | 4    | 2    |
| 2009 | KIA    | 0.316 | 50   | 169  | 32   | 45   | 8     | 3     | 0    | 59   | 14   | 10   | 4    | 22   | 4    | 21   | 1    | 0    |
| 2010 | KIA    | 0.307 | 129  | 472  | 74   | 145  | 19    | 1     | 3    | 175  | 51   | 25   | 12   | 64   | 9    | 50   | 10   | 3    |
| 2011 | KIA    | 0.333 | 111  | 421  | 84   | 140  | 16    | 2     | 3    | 169  | 33   | 30   | 6    | 63   | 9    | 33   | 5    | 1    |
| 2012 | KIA    | 0.313 | 125  | 491  | 86   | 139  | 14    | 2     | 2    | 163  | 37   | 44   | 12   | 66   | 10   | 38   | 9    | 4    |
| 2013 | KIA    | 0.245 | 100  | 390  | 74   | 115  | 20    | 1     | 2    | 143  | 22   | 21   | 9    | 44   | 7    | 37   | 4    | 0    |
| 2014 | 한화   | 0.298 | 104  | 358  | 62   | 103  | 12    | 4     | 0    | 123  | 20   | 12   | 11   | 52   | 5    | 46   | 5    | 0    |
| 2015 | 한화   | 0.341 | 124  | 493  | 94   | 168  | 15    | 7     | 4    | 209  | 42   | 28   | 10   | 68   | 9    | 45   | 4    | 3    |
| 2016 | 한화   | 0.352 | 113  | 452  | 98   | 159  | 20    | 4     | 3    | 196  | 41   | 21   | 11   | 63   | 7    | 29   | 7    | 3    |
| 2017 | 한화   | 0.263 | 57   | 179  | 31   | 47   | 8     | 1     | 0    | 57   | 12   | 10   | 3    | 17   | 2    | 20   | 4    | 0    |
| 2018 | 한화   | 0.293 | 134  | 491  | 82   | 144  | 14    | 1     | 1    | 163  | 36   | 30   | 11   | 59   | 12   | 62   | 8    | 6    |
| 2020 | 한화   | 0.286 | 120  | 419  | 60   | 120  | 14    | 2     | 1    | 141  | 32   | 17   | 8    | 59   | 6    | 36   | 9    | 3    |
| 2021 | 키움   | 0.296 | 133  | 459  | 88   | 136  | 16    | 8     | 1    | 171  | 43   | 17   | 2    | 71   | 5    | 46   | 5    | 3    |
| 2022 | 키움   | 0.199 | 86   | 271  | 34   | 54   | 6     | 0     | 0    | 60   | 21   | 12   | 2    | 45   | 7    | 42   | 7    | 2    |
| 2023 | 키움   | 0.234 | 50   | 154  | 19   | 36   | 0     | 3     | 0    | 42   | 11   | 2    | 1    | 19   | 1    | 22   | 3    | 0    |
| 2024 | 키움   | 0.306 | 60   | 183  | 27   | 56   | 5     | 2     | 1    | 68   | 12   | 2    | 2    | 31   | 9    | 4    | 1    |      |
| 통산 | 20시즌 | 0.295 | 2021 | 7219 | 1206 | 2132 | 271   | 66    | 27   | 2616 | 570  | 393  | 148  | 920  | 132  | 770  | 105  | 34   |

- 빨간 글씨는 한국 프로야구 역사상 최고 기록
- 굵은 글씨는 해당 시즌 최고 기록